# 3-Chinuclidinon
3-Chinuclidinon ist eine chemische Verbindung mit einem Chinuclidin-Gerüst aus der Gruppe der Ketone. Das Keton kann zur Herstellung von 3-Chinuclidinol verwendet werden, ein Vorprodukt für pharmakologisch wirksame Substanzen.

## Herstellung
Bei der Synthese nach Leo Sternbach wird zunächst Isonicotinsäuremethylester mit Bromessigsäureethylester zu quartären Pyridiniumverbindung umgesetzt. Diese wird katalytisch hydriert. Der N-Ethoxycarbonylmethylpiperidin-4-carbonsäuremethylester wird in einer Dieckmann-Kondensation mit Kalium zum β-Ketoester cyclisiert. Nach Esterhydrolyse und Decarboxylierung erhält man das 3-Chinuclidinon, welches als Hydrochlorid isoliert wird.